# BL Гончих Псов
BL Гончих Псов (лат. BL Canum Venaticorum), HD 115781 — тройная звезда в созвездии Гончих Псов на расстоянии приблизительно 980 световых лет (около 301 парсек) от Солнца. Возраст звезды определён как около 2,55 млрд лет.
Пара первого и второго компонентов — двойная вращающаяся эллипсоидальная переменная звезда (ELL). Звёздная величина диапазона Hp звезды — от +8,44m до +8,24m. Орбитальный период — около 18,692 суток.
Открыта Дугласом Л. Холлом в 1983 и 1990 году**.

## Характеристики
Первый компонент — жёлтая звезда спектрального класса FIV, или G5IV, или G5, или G-KIV. Масса — около 1,31 солнечной, радиус — около 3 солнечных. Эффективная температура — около 5400 K.
Второй компонент — оранжевый гигант, эруптивная переменная звезда типа RS Гончих Псов (RS)* спектрального класса K0III, или K1II, или K1III. Масса — около 1,919 солнечной, радиус — около 14,799 солнечного, светимость — около 59,248 солнечной. Эффективная температура — около 4948 K.
Третий компонент — красный карлик спектрального класса M. Масса — около 169,5 юпитерианской (0,1618 солнечной). Удалён в среднем на 1,859 а.е..